# Yaguajay
Yaguajay est une ville et une municipalité de Cuba dans la province de Sancti Spíritus.

## Géographie

### Situation
La municipalité de Yaguajay se trouve au centre du pays, sur la côte nord de l'île de Cuba.
La ville de Yaguajay est à 384 km sud-est de La Havane et à 58 km nord de sa capitale de province Sancti Spiritus. Elle est à un peu moins de 10 km de la baie de Buena Vista (en), séparée du Vieux canal de Bahama (océan Atlantique) par le cayo Santa María et d'autres îles de l'archipel des Jardines del Rey, lui-même une partie de l'archipel Sabana-Camagüey.

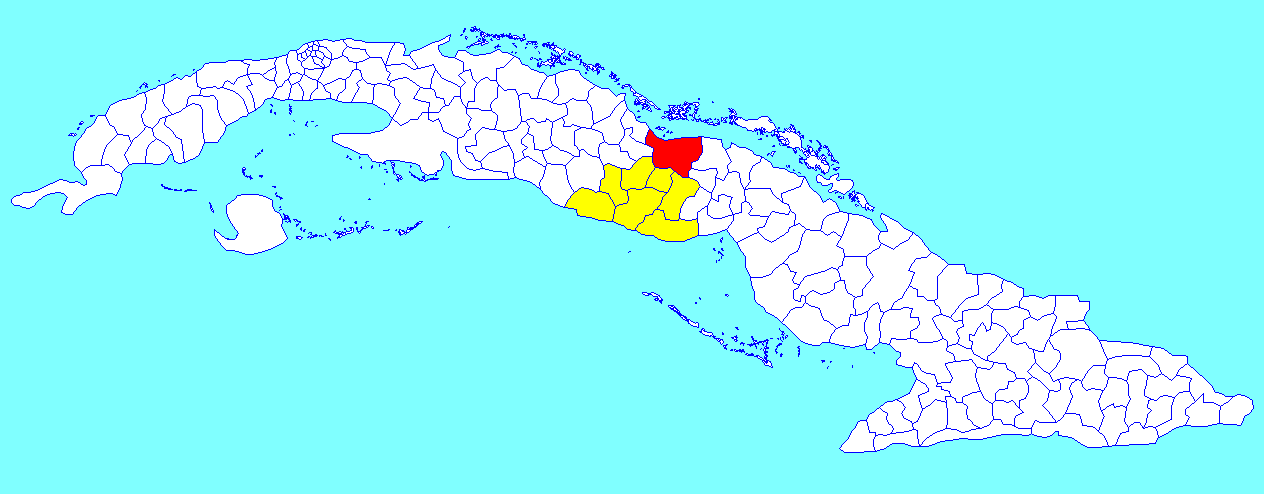
Municipalité de Yaguajay dans la province de Sancti Spíritus

### Divisions administratives
La municipalité compte 14 consejos populares :
- La Loma
- Sansaricq
- Obdulio Morales
- Aracelio Iglesias
- Simón Bolivar
- Turquino I
- Meneses
- Mayajigua
- Iguará
- Jarahueca
- Venegas
- El Río
- Seibabo
- Perea

## Population
En 2022 la population de la municipalité est estimée à 53 375 habitants. Pour une surface de 1 056 km2, la densité est de 50,57 habitants/km².

## Environnement
Le parc national de Caguanes (en) (Parque Nacional Caguanes) est entièrement inclus dans la municipalité, au nord sur la côte. Ses 20 490 ha forment l'une des 9 zones cœur de la réserve de biosphère de la baie de Buena Vista (en).

## Personnalités nées à Yaguajay
- Amelia Peláez, artiste-peintre, née en 1896